# Val Cenischia
La Val Cenischia (Val Cenise in francese) è una breve valle ubicata nella zona occidentale del Piemonte, posta lateralmente alla Val di Susa. È percorsa dal torrente Cenischia. La parte alta della valle è francese. La cultura locale si contraddistingue per la conservazione di tipiche tradizioni alpine, come la danza degli Spadonari o la festa dell'orso.

## Geografia

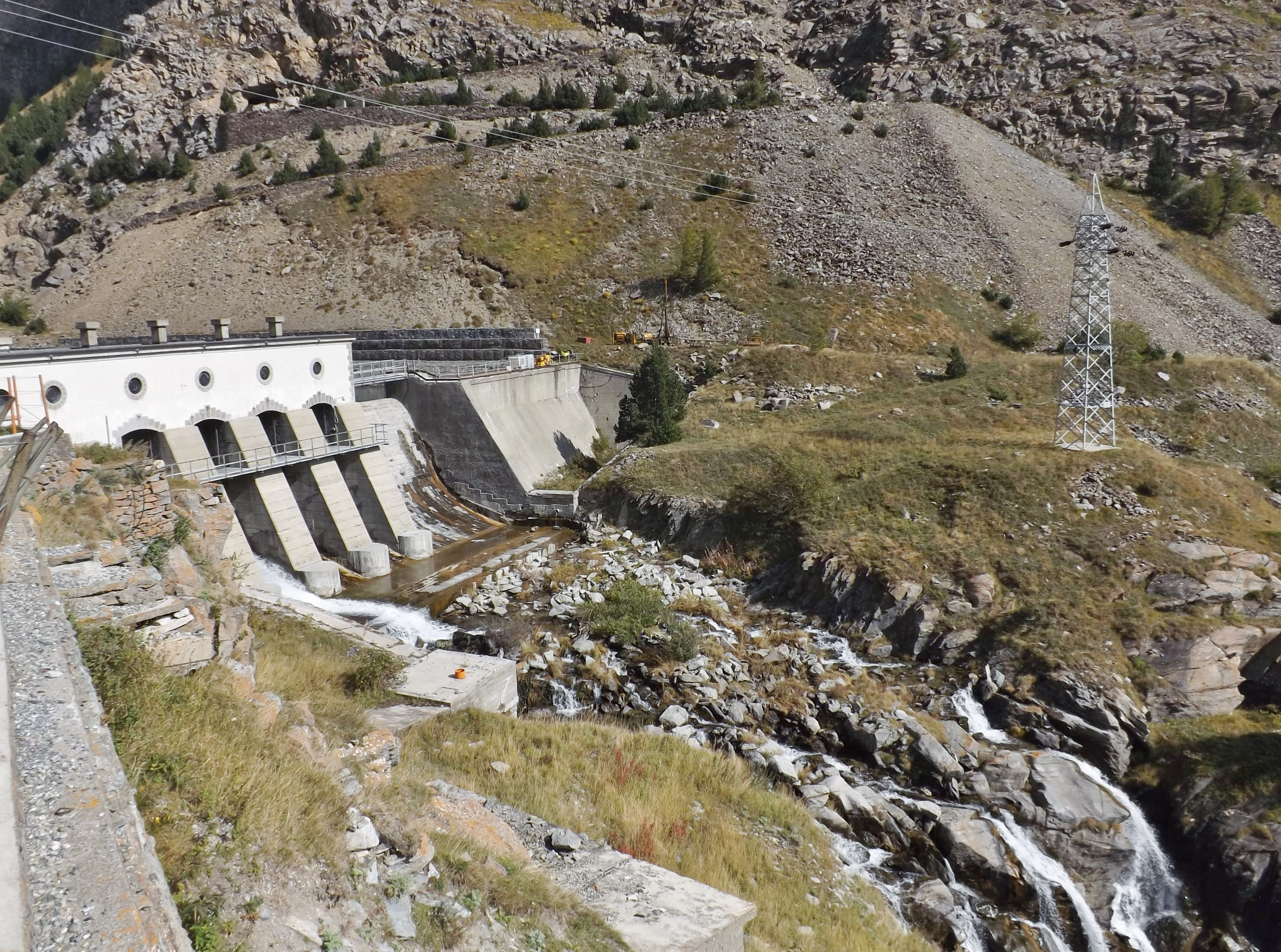
Sbarramento sul Cenischia nei pressi del confine

Si diparte oltre l'abitato di Susa verso il comune di Mompantero e poi raggiunge Venaus ancora nel fondovalle, sale verso la Novalesa ed quindi al piccolissimo comune del Moncenisio e al confine con la Francia. A questa appartiene la parte più a monte della vallata che comprende il lago e il Colle del Moncenisio. La valle è stretta fra l'imponente Rocciamelone ed il massiccio del Moncenisio.

### Montagne principali
In senso antiorario le principali montagne della valle sono:
- Punta Roncia - 3.612 m
- Rocciamelone - 3.538 m
- Punta Lamet - 3.504 m
- Punta Marmottere - 3.384 m
- Monte Giusalet - 3.313 m
- Punta Clairy - 3.162 m
- Monte Malamot - 2.917 m
- Pointe de Bellecombe - 2.775 m
- Punta Mulatera - 2.544 m

## Comuni della valle

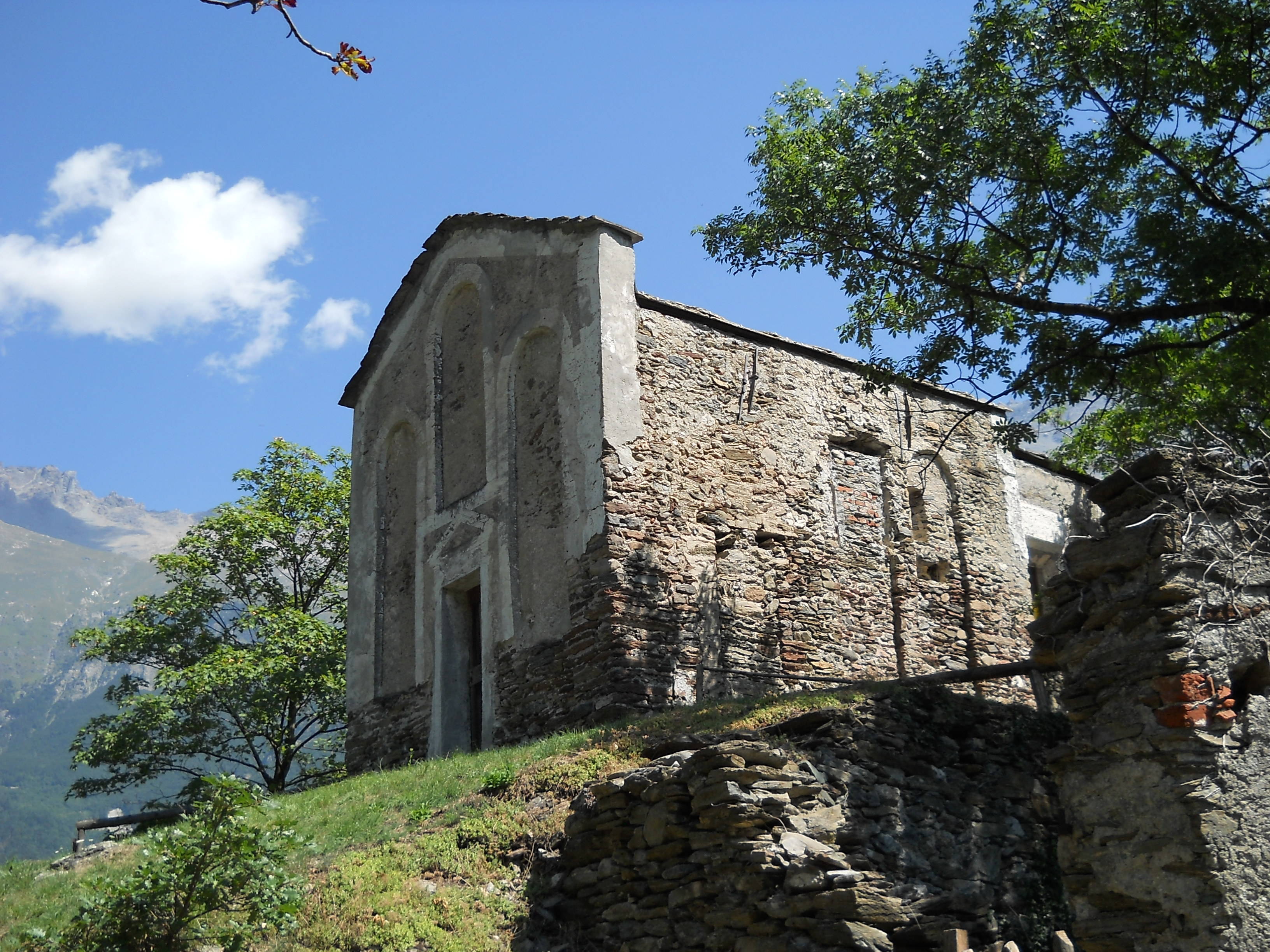
Abbazia di Novalesa: cappella di San Michele

A partire dal fondovalle si incontrano i comuni di:
- Mompantero all'imbocco della Valle, adagiato sul fianco del monte Rocciamelone
- Giaglione, posto sulla prosecuzione dello spartiacque tra le due valli Cenischia e di Susa
- Venaus, adagiato nella piana di fondovalle, con la importante frazione montana di Bar Cenisio, un tempo confine di stato
- Novalesa, situato nella parte più alta della conca della Val Cenischia, sede della Abbazia di Novalesa che determinò la fortuna della Valle favorendo il transito di mercanti e pellegrini lungo la Via Francigena
- Moncenisio, un tempo denominato Ferrera Cenisio, comune a 1450 metri lungo l'antica Strada Reale che portava al Colle del Moncenisio.

## Storia

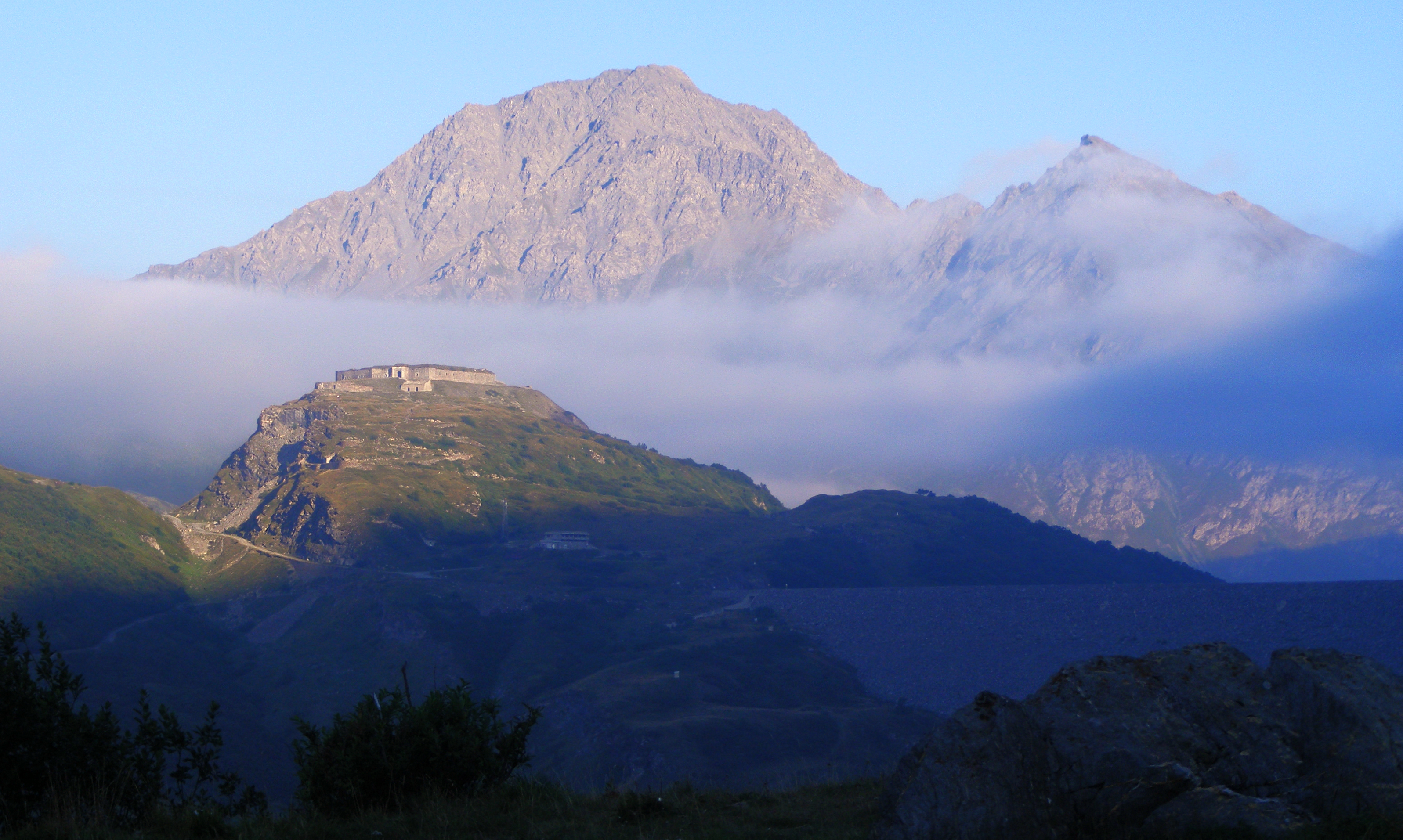
Il Forte Varisello (sullo sfondo la Punta Clairy)

La valle ha costituito fin dai tempi storici un'importante via di comunicazione attraverso le Alpi perché conduce al Colle del Moncenisio attualmente raggiungibile percorrendo la SS 25 derivata dalla strada militare voluta da Napoleone Bonaparte. Un tempo la salita avveniva invece percorrendo la cosiddetta Via Reale che raggiunge Novalesa (sede della omonima Abbazia di Novalesa fin dal 726) per poi inerpicarsi verso l'abitato di Ferrera Cenisio (ora comune del Moncenisio) ed infine raggiungere il valico. Nel tratto più ripido prestavano servizio i portantini che provvedevano al trasporto delle carrozze smontate su per la ripida mulattiera. Per un breve periodo alla fine del XIX secolo fu servita anche da una ferrovia ad aderenza artificiale dotata di un binario centrale supplementare per superare i tratti più ripidi che costeggiava per gran parte la strada statale (Ferrovia Fell).

## Tradizioni
La Valle conserva tradizioni locali tipiche, come ad esempio gli Spadonari che durante le feste patronali a Giaglione e Venaus eseguono la danza delle spade. A Mompantero vi è la tipica caccia dell'orso. Il dialetto tradizionale è il Franco-Provenzale.

## Luoghi di interesse
- Abbazia di Novalesa, celebre per gli affreschi del ciclo dei SS. Eldrado e Nicola
- Locanda degli affreschi a Novalesa
- Cascate a Novalesa
- Museo diocesano d'arte sacra (Giaglione) che presenta la scultura lignea locale
- Rifugio Avanza' a Venaus
- Laghi alpini e borgo pittoresco a Moncenisio
- Colle del Moncenisio, passo alpino della Via Francigena prediletto nel Medioevo
- Lago del Moncenisio, ampliato da un grande sbarramento artificiale a 2000 metri s.l.m.
- Monte Rocciamelone a Mompantero